# Bocicoel
Bocicoel (ungarisch Kisbocskó) ist ein Dorf im Kreis Maramureș in Rumänien. Es ist Teil der Gemeinde Bogdan Vodă (ungarisch Izakonyha).

## Lage
Bocicoel liegt südlich der Nationalstraße 18 zwischen Sighetu Marmației und Moisei an der Kreisstraße (Drum județean) DJ188 zwischen Vișeu de Jos und fünf Kilometer vom Gemeindezentrum entfernt. Bis zum Ortszentrum von Vișeu de Jos sind es acht Kilometer.

## Bevölkerung
In der Volkszählung von 1930 wurden 1196 Einwohner registriert. Die Einwohner von Bocicoel sind nahezu ausschließlich Rumänen. 1992 wurden 1124 Einwohner registriert, wovon einer Ukrainer war.

## Sehenswürdigkeiten
Der Ort selbst weist neben der Kirche im Zentrum keine Besonderheiten auf. Das Innere der Kirche wurde im Jahr 2004 aufwendig restauriert. Der Ort ist durch seine landschaftlich attraktive Lage touristisch interessant. Die weite, sehr reizvolle Kulturlandschaft um den Ort ist bis heute nahezu ausschließlich durch kleinbäuerliche Handarbeit geprägt. Die Wiesen werden noch weit hinauf händisch mit der Sense gemäht. Viele Äcker sind in schmalen Terrassen angelegt.

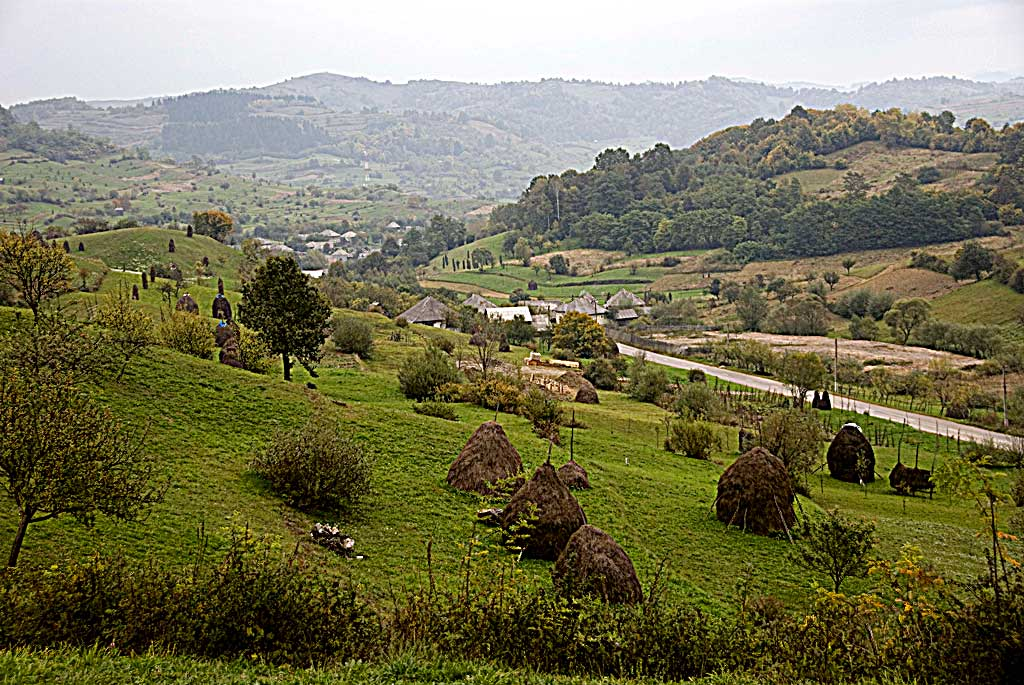
Der Blick auf das Dorf, von Bogdan Vodă kommend
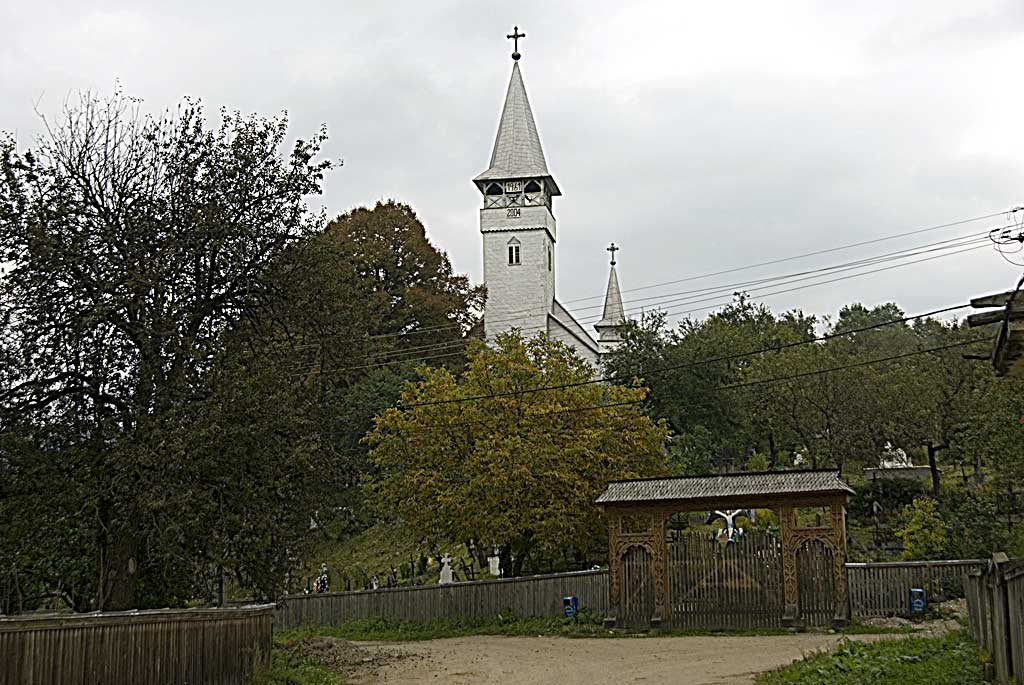
Die orthodoxe Kirche
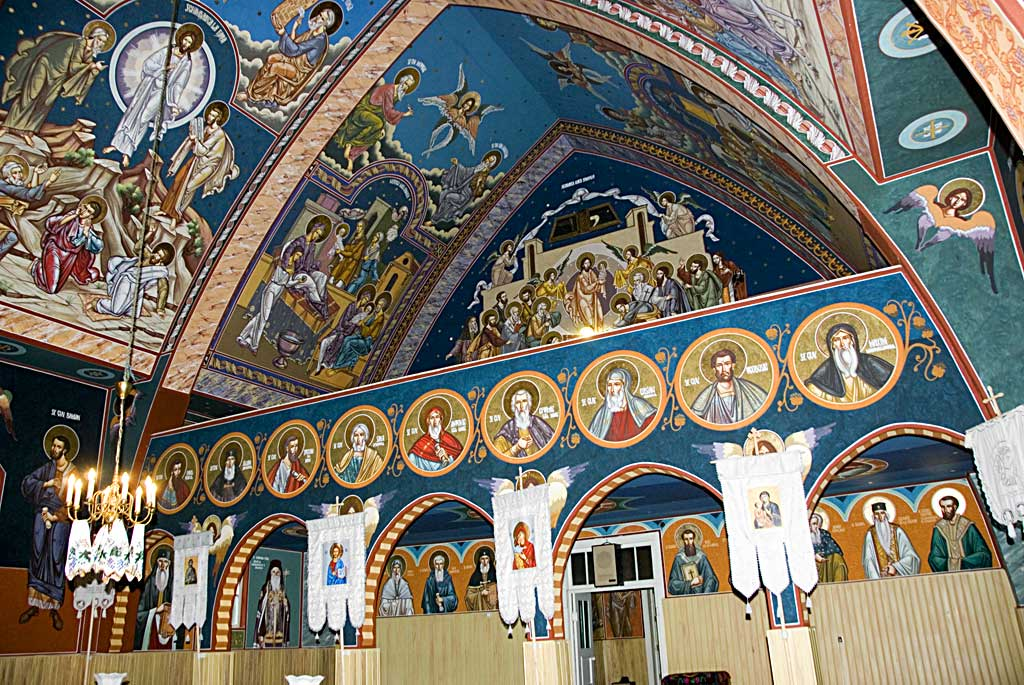
In der im Jahr 2004 aufwändig restaurierten Kirche
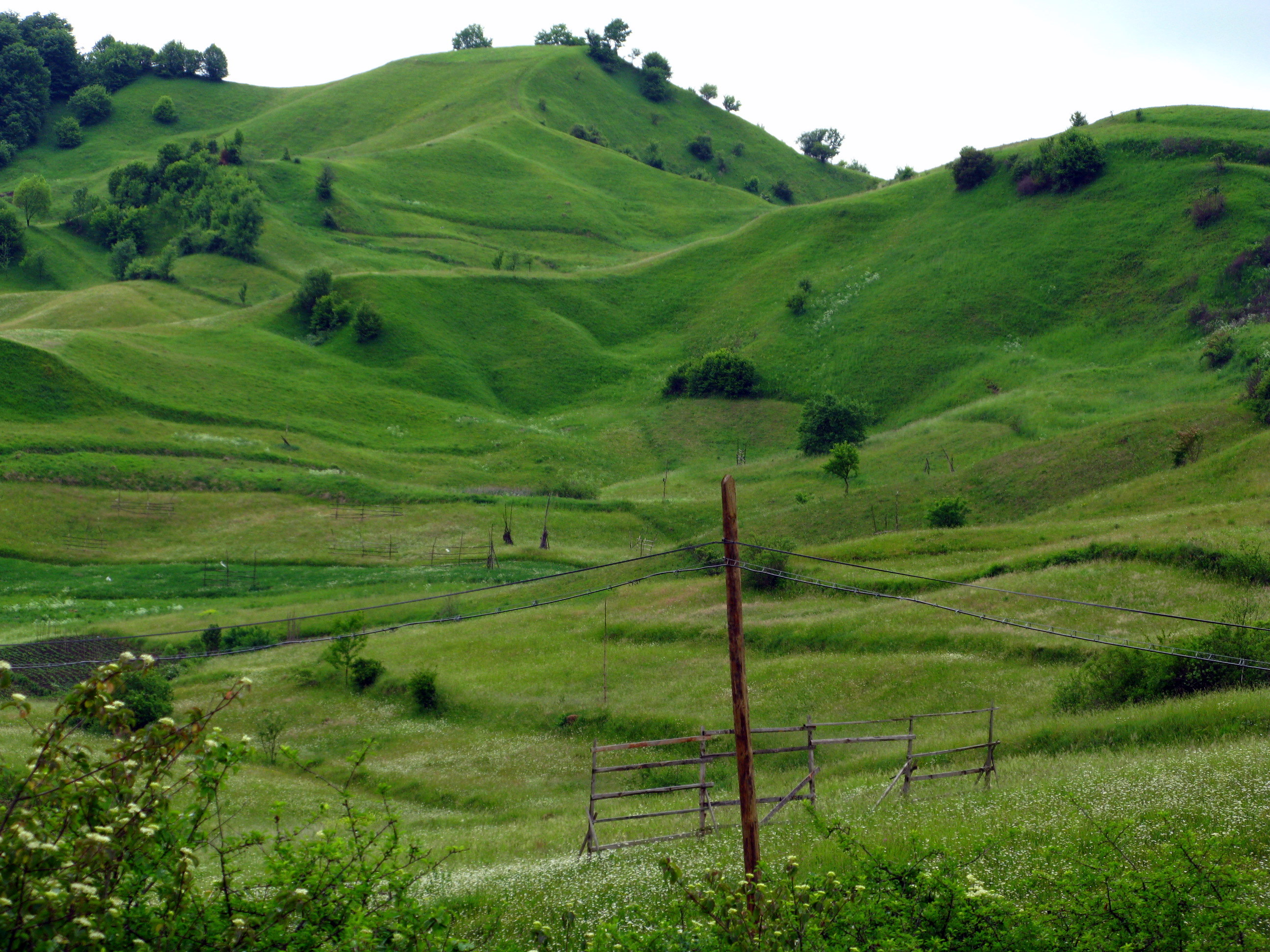
Bergwiesen am Übergang nach Bogdan Vodă